# Vulcano
Vulcano /vulkaːno/ (22 km²) je italský sopečný ostrov, nejjižnějším ostrovem Liparského souostroví v Tyrhénském moři. Celý ostrov patří administrativně k městu Lipari v sicilském Metropolitním městě Messina. Podle údajů Italského statistického úřadu zde na počátku 21. století v roce 2001 trvale žilo celkem 715 obyvatel, z toho nejvíce v místních částech Vulcano Porto u přístavu a Vulcano Piano na náhorní rovině v jižní části ostrova, kde se nachází též místní základní škola.
Od názvu ostrova je odvozeno cizí slovo pro sopku, vulkán, i název celého vědního oboru, vulkanologie.

## Mýty a název
Starověcí Řekové domnívali, že páry stoupající z kráteru jsou dílem řeckého boha ohně a kovářů, Hefaista, který (nejen) zde měl svou kovárnu s pomocníky Kyklopy. Římským ekvivalentem boha ohně byl ovšem Vulkán (Vulcanus) a Římané podle něj pojmenovali ostrov (Vulcani Insula). Název se později stal synonymem pro sopku, od 19. století je vulkánská erupce označení pro jeden z typů sopečných erupcí.
Sopečnému kuželu se říkalo "Vulkánova propast", La Fossa di Vulcano, hoře se přezdívalo "Stará kovárna", La Forgia vecchia. V současnosti je kráter označován jako "Velký kráter", Gran Cratere.

## Geologický vývoj
Stejně jako ostatní Liparské ostrovy je i ostrov Vulcano součástí vulkanického oblouku nacházejícího se v blízkosti střetu eurasijské a africké litosférické desky. Vznik sopečných ostrovů v Tyrhénském moři je tedy doprovodným jevem vulkanické aktivity probíhající v souvislosti se subdukcí (podsouváním) africké desky pod eurasijskou.

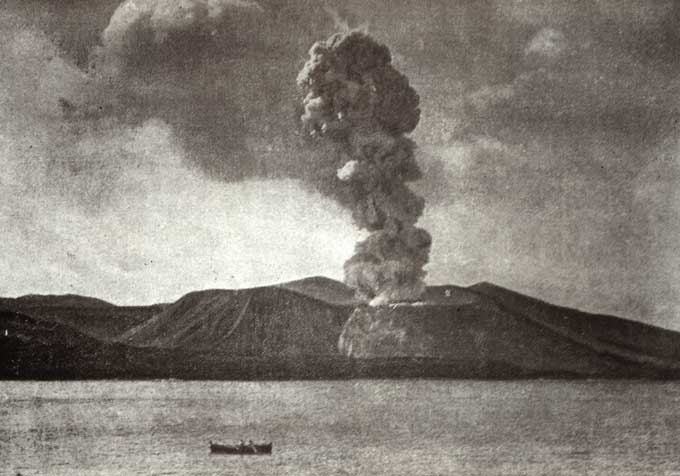
Vyobrazení erupce z roku 1890

Ostrov Vulcano je dnes tvořen pěti různými sopečnými strukturami, které byly během svého vývoje částečně deformovány. První strukturu představuje tzv. Primordial Vulcano, tj. prvotní sopka, která tvoří jižní část ostrova. Původní sopka byla částečně zničena při vzniku druhé struktury, Piano. V pořadí třetí sopečnou strukturu, Lentia, narušil přibližně před 14 miliony lety další výbuch a kolaps kaldery, při němž vznikl dnešní hlavní sopečný kužel, La Fossa. Kráter tohoto kužele je výsledkem sopečné činnosti posledních 5 500 let. Nejsevernější část Vulcana představuje poloostrov Vulcanello. Původně se ovšem jednalo o samostatný ostrůvek, který se v úžině mezi Vulcanem a Lipari začal vyvíjet po podmořské erupci v roce 183 př. n. l. Během středověkých erupcí se Vulcanello díky výlevům lávy a výbuchům pyroklastik napojilo na Vulcano. Poslední erupce Vulcanella proběhla v 16. století.

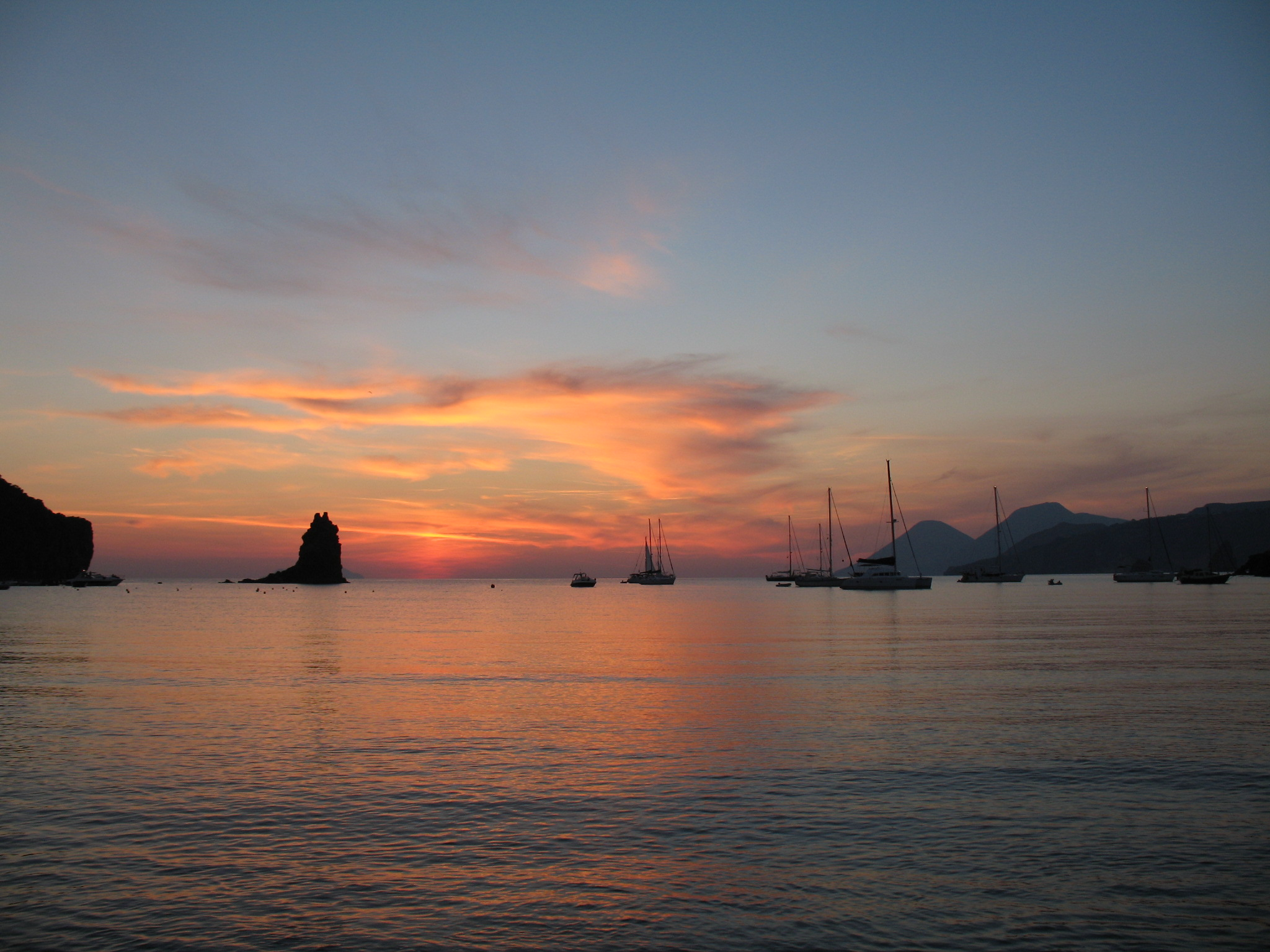
Večer na Černé pláži. Vpravo v pozadí vrcholy ostrova Salina a pobřeží Lipari

V průběhu posledních století se vulkanická aktivita koncentrovala především do prostoru kráteru La Fossa. Hlavní eruptivní cyklus začal v roce 1727. O 12 let později došlo k rozsáhlému a doposud poslednímu výlevu ryolitické lávy, který byl nazván jako vařící kamení, "Pietre Cotte". 
V následujících 150 letech docházelo k erupcím jen sporadicky. Vyvrcholením tohoto období byla zatím poslední série erupcí, k níž došlo mezi 2. srpnem 1888 a 22. březnem 1890. Charakter erupce připomínal poslední vývojové stádium v cyklu sopky, tj. poslední eruptivní činnost. Během ní docházelo na Vulcanu k vyvrhování množství pyroklastik, od sopečného prachu a popela až po metrové kusy sopečných bomb. Sopečné bomby, vyznačující se tzv. chlebovou kůrkou, dopadaly převážně do oblasti dnešního přístavu (Vulcano Porto). V této původně neobydlené oblasti nedošlo k žádným újmám na lidských životech ani poškození majetku, zato projevy erupce Vulcana pocítili až na Lipari.
Dnes se Vulcano nachází v klidné fázi. Spící sopka o sobě nicméně občas dává vědět zemětřesnou činností a výrony plynu z fumarol. Poslední zvýšená aktivita byla zaznamenána v roce 1985. Vzhledem k tomuto datu a pravidelnosti cyklů sopky se předpokládá, že by v současnosti mohlo dojít k znovuoživení vulkanické činnosti, zvláště v blízkosti přístavu, kde dnes dochází k výronům žhavých sopečných plynů v podobě fumarol a solfatarů.

## Geografie

Fumaroly na okraji Velkého kráteru

Oblast úzké šíje, kterou lemují břehy Porto Ponente (Západní přístav) a Porto Levante (Východní přístav) je v současnosti jednou z vulkanicky nejaktivnějších oblastí ostrova. Na břehu a v moři se nacházejí fumaroly i solfatary, které spolu s bahenním jezírkem fungují jako lázně. Nejvyšším vrcholem Vulcana je Monte Aria (500 m n. m.) v jižní části ostrova. Okraj hlavního, tzv. Velkého kráteru (italsky Gran Cratere nebo la Fossa di Vulcano), leží o více než 100 metrů níže (391 m n. m.). Na okraji kráteru se nacházejí fumaroly, kterými na povrch vystupují sirné páry, horké až 1000 °C.

## Turistika
Bahenní lázně a fumaroly na Vulcanu jsou spolu se sopkou na ostrově Stromboli vulkanicky nejaktivnější a turisticky nejatraktivnější část Liparských ostrovů. Nachází se zde množství ubytovacích zařízení: hotely, bungalovy, kempy. Turistickým lákadlem je nejen bahenní jezírko, ale také vyhlášená Černá pláž nacházející se na západní straně šíje, tedy na Porto ponente. Na hlavní sopečný vrchol trvá výstup 2,5 hodiny, jsou odtud panoramatické rozhledy. Na vrchol nižší (123 m n. m.), severně položený Vulcanello, trvá výstup zhruba hodinu, i odtud jsou pěkné výhledy.

## Galerie

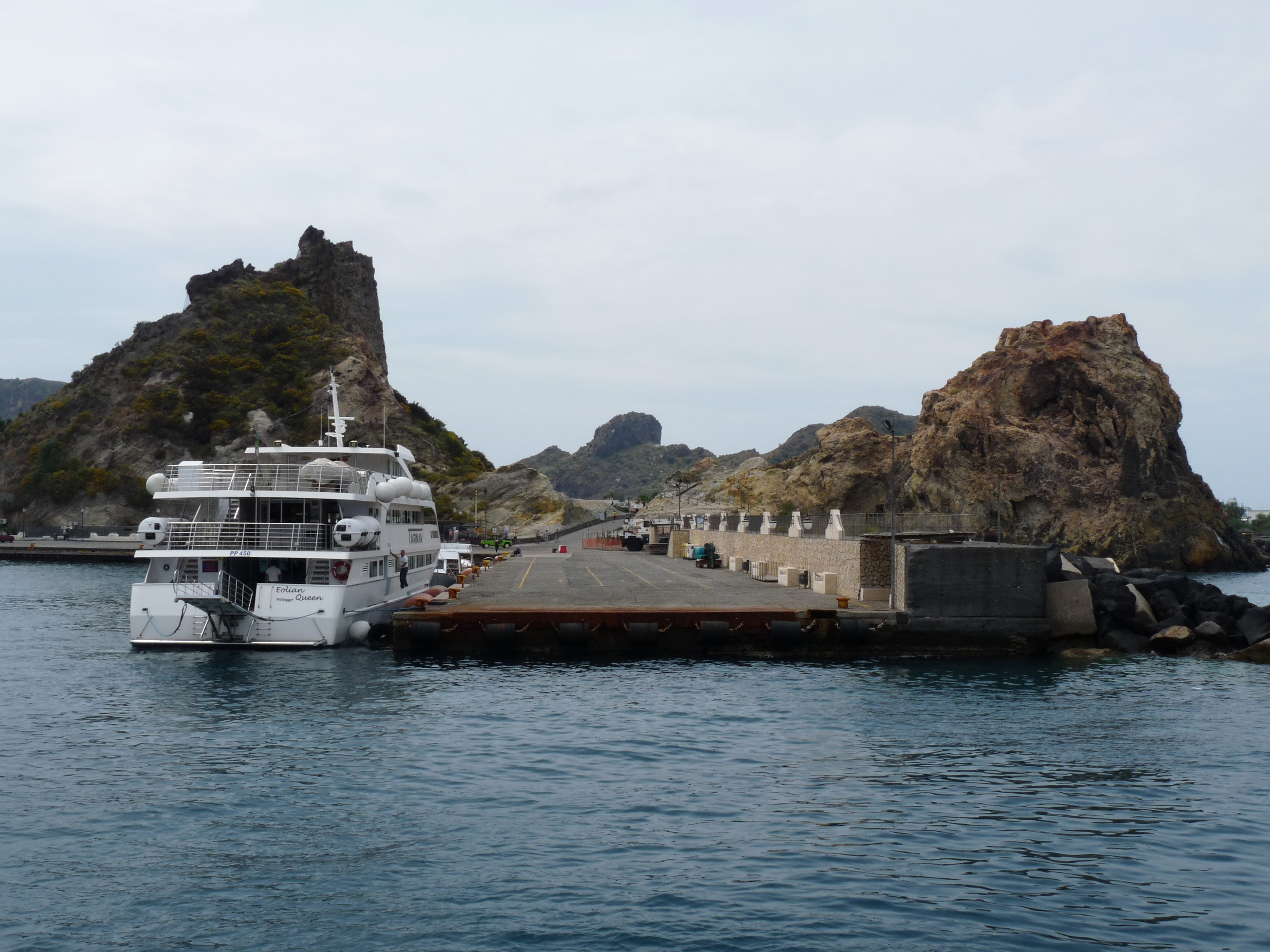
Přístav trajektů
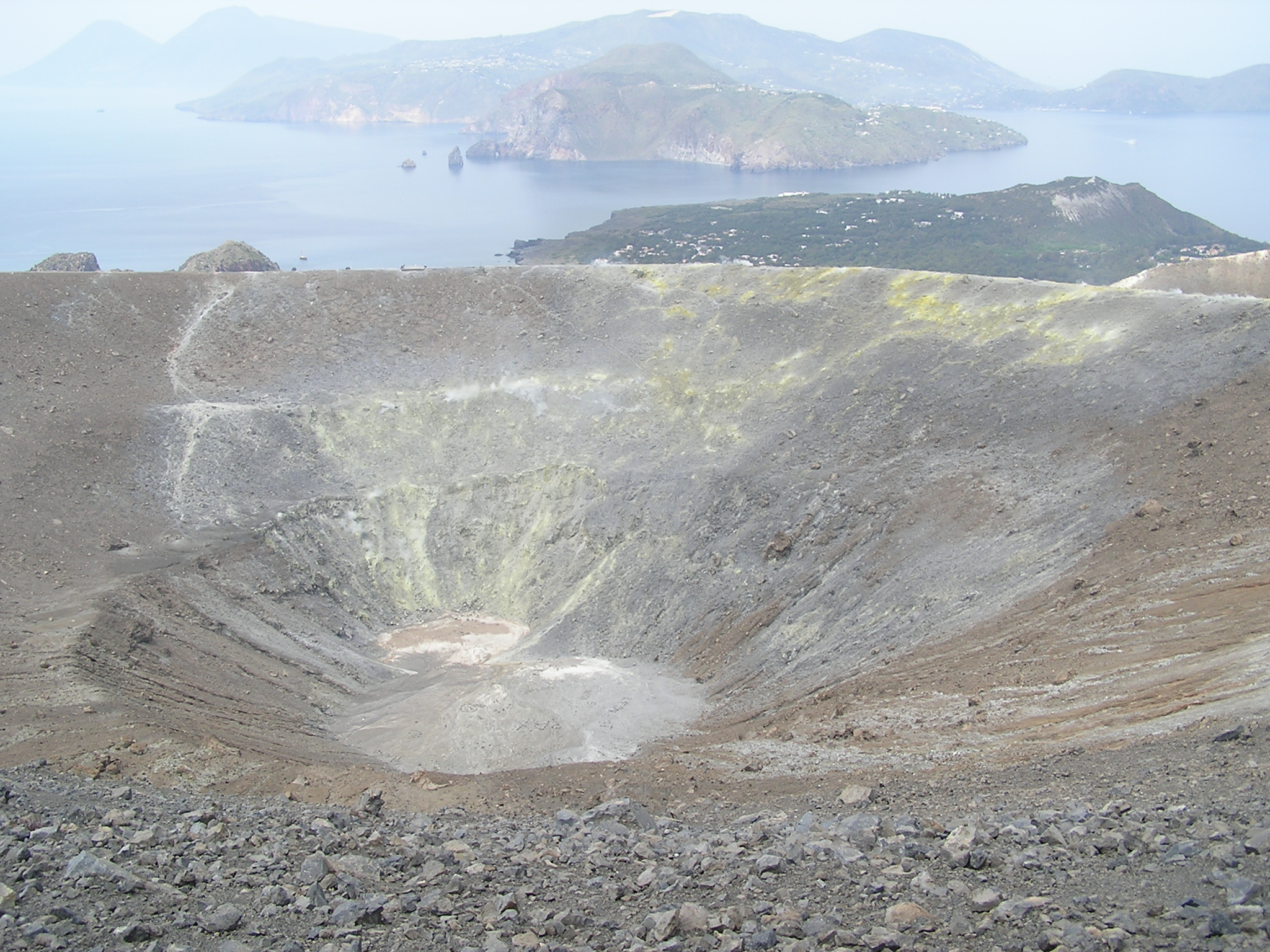
Pohled do Velkého kráteru
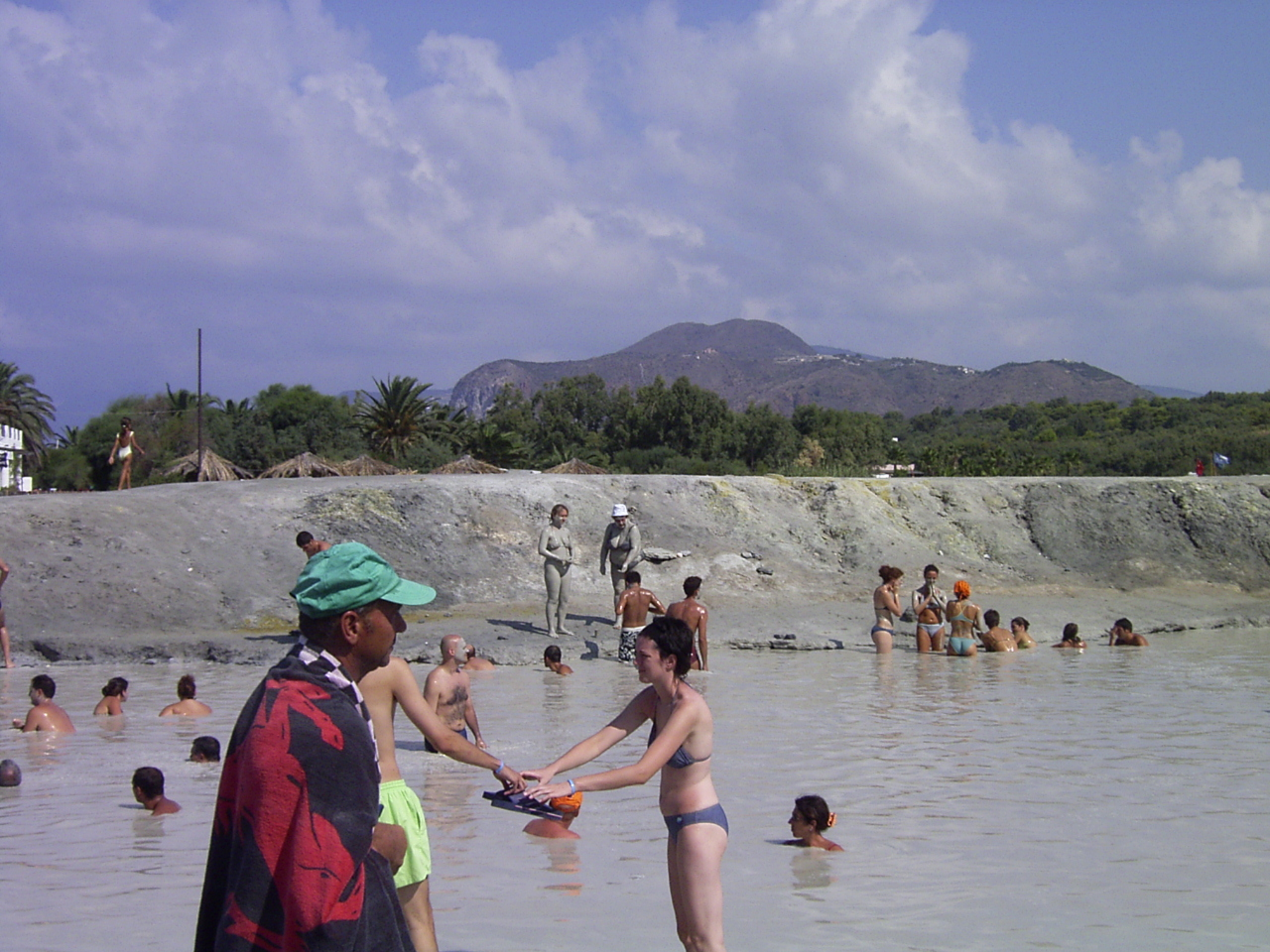
Sirné lázně u přístavu
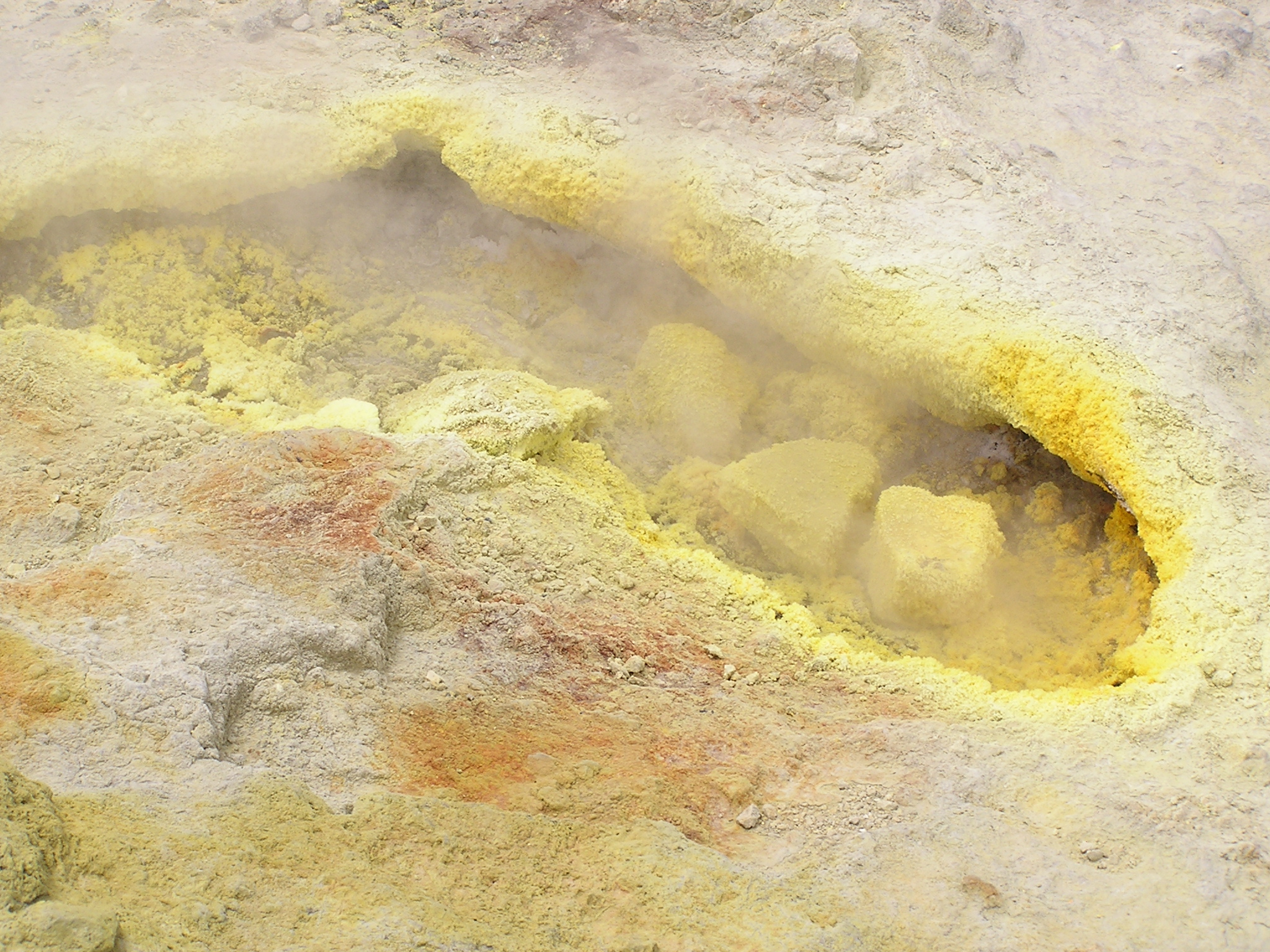
Fumarola s usazeninami krystalků síry
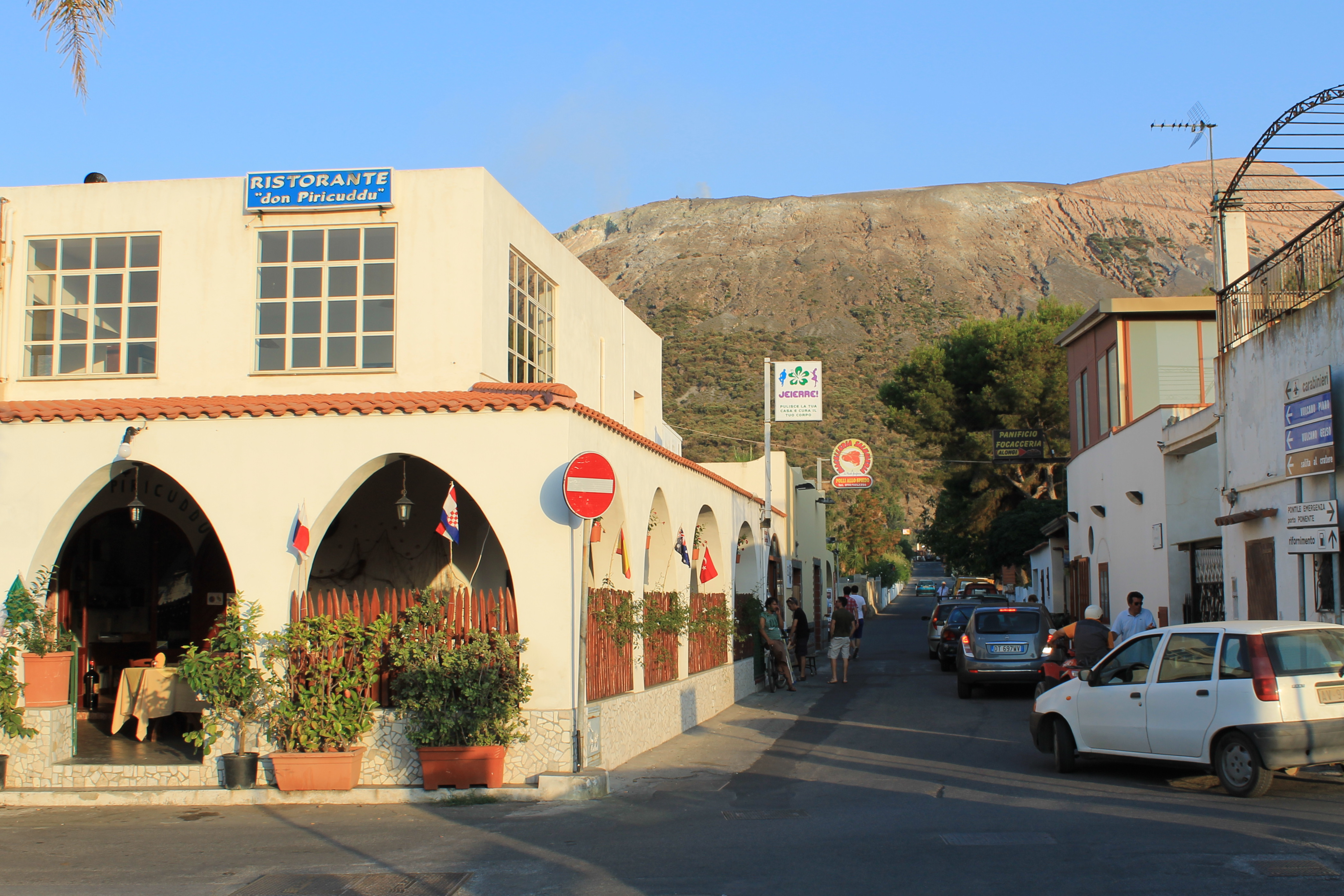
Ulice ve čtvrti pod kráterem